# Ginástica nos Jogos do BRICS de 2024
Os eventos de ginástica nos Jogos do BRICS de 2024 ocorreram no Centro de Ginástica de Kazan, em Kazan, Rússia. A ginástica artística foi realizada entre 13 e 15 de junho, e a ginástica rítmica, entre 20 e 22 de junho. Houve 108 participantes na ginástica artística e 72 na ginástica rítmica. Esta foi a primeira vez que ginastas russos competiram internacionalmente desde a proibição em 2022.

## Ginástica artística
O russo Daniel Marinov conquistou o título individual geral masculino em sua estreia internacional, à frente do campeão olímpico Artur Dalaloyan. Leyla Vasilyeva venceu o individual geral feminino, à frente de sua companheira de equipe Anna Kalmykova.

### Medalhistas
| Masculino           |                     |                       |                        |
| Individual geral    | Daniel Marinov      | Artur Dalaloyan       | Yahor Sharamkou        |
| Solo                | Yahor Sharamkou     | Nikita Nagornyy       | Yaraslau Krutau        |
| Cavalo com alças    | Vladislav Polyashov | Diyas Toishybek       | Enkhtuvshin Damdindorj |
| Argolas             | Yunus Emre Gundogdu | Artur Dalaloyan       | Daniel Marinov         |
| Salto               | Nikita Nagornyy     | Daniel Marinov        | Yahor Sharamkou        |
| Barras paralelas    | Daniel Marinov      | Vladislav Polyashov   | Alisher Toibazarov     |
| Barra fixa          | Sergei Naidin       | Daniel Marinov        | Enkhtuvshin Damdindorj |
| Women               |                     |                       |                        |
| Individual geral    | Leyla Vasilyeva     | Anna Kalmykova        | Kira Maharevich        |
| Salto               | Anna Kalmykova      | Angelina Melnikova    | Jasmina Makhmudova     |
| Barras assimétricas | Angelina Melnikova  | Leyla Vasilyeva       | Alena Tsitavets        |
| Trave               | Maria Agafonova     | Sasiwimon Mueangphuan | Kira Maharevich        |
| Solo                | Anna Kalmykova      | Leyla Vasilyeva       | Sasiwimon Mueangphuan  |

## Ginástica rítmica
A competição de ginástica rítmica contou com atletas seniores (nascidas em 2008 ou antes) e juvenis (nascidas depois de 2008). Na competição sênior, a campeã europeia Lala Kramarenko conquistou o título geral à frente da companheira de equipe Maria Borisova e da atleta olímpica Anastasiia Salos.

### Medalhistas
| Sênior            | | | |
| Individual geral  | Lala Kramarenko | Maria Borisova | Anastasiia Salos |
| Arco              | Maria Borisova | Vilana Savadyan | Daria Grokhotova |
| Bola              | Anna Popova | Anastasiia Salos | Vilana Savadyan |
| Maças             | Diana Chugunikhina | Anastasiia Salos | Vilana Savadyan |
| Fita              | Lala Kramarenko | Vilana Savadyan | Daria Grokhotova |
| Grupo geral       | Rússia · Anna Trineeva · Janina Sirotinina · Victoriya Kirnus · Zlata Devyatyarova · Sofya Ivashina · Alla Koryagina             | Uzbequistão · Yasmina Mkrtycheva · Yuliya Valevataya · Kamilla Kagirova · Nikol Zilotova · Madina Yunusova · Diana Khakimova               | Cazaquistão · Jasmina Junusbayeva · Aizere Kenges · Aida Khakimzhanova · Madina Myrzabay · Aizere Nurmagambetova · Kristina Chepulskaya |
| 5 arcos           | Rússia · Mariia Fedorovtseva · Anna Batasova · Alina Rusanova · Sofiia Iakovleva · Nonna Nianina                                 | Bielorrússia · Arina Tsitsilina · Karyna Yarmolenka · Dana Chayevskaya · Lalita Matskevich · Palina Aliaksandrava                          | Cazaquistão · Jasmina Junusbayeva · Aizere Kenges · Aida Khakimzhanova · Madina Myrzabay · Aizere Nurmagambetova                        |
| 3 fitas + 2 bolas | Bielorrússia · Arina Tsitsilina · Karyna Yarmolenka · Dana Chayevskaya · Lalita Matskevich · Palina Aliaksandrava                | Rússia · Anna Trineeva · Janina Sirotinina · Victoriya Kirnus · Zlata Devyatyarova · Sofya Ivashina · Alla Koryagina                       | Cazaquistão · Jasmina Junusbayeva · Aida Khakimzhanova · Madina Myrzabay · Aizere Nurmagambetova · Kristina Chepulskaya                 |
| Juvenil           | | | |
| Individual geral  | Kristina Voytenko | Arina Kovshova | Nicole Liauta |
| Arco              | Nicole Liauta | Nikol Rimarachin Dias | Alina Karayvan |
| Bola              | Sofiia Ilteriakova | Nicole Liauta | Asel Arapova |
| Maças             | Nikol Rimarachin Dias | Nicole Liauta | Asel Arapova |
| Fita              | Uliana Ianus | Asel Arapova | Nicole Liauta |
| Group geral       | Rússia · Melissa Golubeva · Ksenia Zhuravleva · Victoria Zolotova · Polina Kovalenko · Polina Melinauskaite · Anastasia Semikova | Bielorrússia · Yuliya Druzhynina · Aryanna Parkhachova · Aliaksandra Kurak · Yaseniya Paretskaya · Kamilla Baranova · Anastasiya Zhukavets | Tailândia · Samonwarin Nimnatipun · Bussakhol Tonsalee · Kingfa Bubpha · Lanna Witurakul · Pimlapat Phromma · Sitanan Eakbunnasing      |
| 5 arcos           | Rússia · Melissa Golubeva · Ksenia Zhuravleva · Polina Kovalenko · Polina Melinauskaite · Anastasia Semikova                     | Bielorrússia · Yuliya Druzhynina · Aryanna Parkhachova · Aliaksandra Kurak · Yaseniya Paretskaya · Anastasiya Zhukavets                    | Quirguistão · Sofiia Melnichuk · Anastasiia Abramova · Samira Tursunbaeva · Aruuke Semeteeva · Bella Kudaibergenova                     |
| 10 maças          | Rússia · Eva Kalinina · Vladislava Narenkova · Mariya Kupriyanova · Arina Kachaeva · Kira Petrova                                | Bielorrússia · Yuliya Druzhynina · Aryanna Parkhachova · Aliaksandra Kurak · Yaseniya Paretskaya · Kamilla Baranova                        | Tailândia · Samonwarin Nimnatipun · Bussakhol Tonsalee · Sitanan Eakbunnasing · Lanna Witurakul · Pimlapat Phromma                      |